# Ancien Palais royal
L'ancien palais royal (en tchèque : Starý královský palác), est un bâtiment du château de Prague, à Prague, en République tchèque. Construit à compter de 1135, il servit de palais au roi en personne du XIIIe siècle au XVIe siècle. Ses étages inférieurs accueillent depuis avril 2004 une exposition permanente intitulée Histoire du château de Prague, qui présente donc l'histoire du château. Une salle remarquable est la salle Vladislav, dotée d'une impressionnante voûte gothique.